# Козоріг (рід)
Козорі́г, або козері́г (Capricornis) — рід ссавців ряду оленеподібних (Cerviformes, або Artiodactyla), з підродини козлових (Caprinae) родини бикових (Bovidae). Поширений у Гімалаях, Східній та Південно-Східній Азії.
Інколи «козорогом» називають альпійського козла (Capra ibex).

## Особливості
Це кремезні тварини, схожі на кіз. Вони досягають довжини голови й тулуба від 140 до 180 сантиметрів, висоти в плечах від 85 до 94 сантиметрів та довжини хвоста від 8 до 16 сантиметрів. Вага становить від 50 до 140 кілограмів. Густе хутро зверху сіре або чорне, а знизу біле; часто є грива на спині. Копита короткі, хвіст злегка пухнастий. Обидві статі мають бороди та короткі, злегка вигнуті роги, які можуть виростати до 15–26 сантиметрів завдовжки.

## Поширення та середовище існування
Сероу широко поширені у східній та південно-східній Азії, від центрального та східного Китаю та східної Індії до Суматри, а також ареал включає Японію й Тайвань. Середовище проживання тварин — гірські райони на висотах до 2700 метрів над рівнем моря. Як і їхні менші родичі, горали, сероу часто пасуться на кам'янистих та лісистих схилах пагорбів, хоча зазвичай на нижчій висоті в місцях, де території двох видів перетинаються. C. rubidus і C. sumatraensis мають статус уразливих видів; двома головними загрозами є надмірне браконьєрство і втрата середовища існування. 

## Спосіб життя
Ці тварини — неквапливі, але впевнені альпіністи, які часто створюють стежки. Сероу використовують свої преорбітальні залози для позначення території запахом. Вони шукають їжу рано вранці та пізно вдень, харчуючись переважно травами та листям. В інший час вони відпочивають, зазвичай у печерах або під навислими скелями. Тварини здебільшого живуть поодинці, але самки та молодняк іноді утворюють невеликі групи до семи особин. Після періоду вагітності, що триває близько семи місяців, самка зазвичай народжує одне потомство. Вороги: леопарди, тигри, дикі собаки, вовки, а також хижі птахи, які ловлять дитинчат. 

## Систематика
Сероу тісно пов'язані з горалами та іноді класифікуються в одному роді (Naemorhedus). Розрізняють чотири види.
У деяких випадках було перераховано до семи видів, як це було запропоновано у перегляді переліку парнокопитних Коліном П. Гроувзом та Пітером Граббом у 2011 році. Однак, молекулярно-генетичні дослідження показали, що форми, відомі як Capricornis thar, Capricornis milneedwardsii та Capricornis maritimus, тісно пов'язані з Capricornis sumatraensis та частково поліфілетично інтегровані в нього.
Назва «Серау» походить з місцевої мови Сіккіму. Наукова назва Capricornis буквально означає козеріг – проте, кози належать не до цього роду, а до кіз.